# Allen West (criminale)
Allen Clayton West (New York, 25 marzo 1929 – Gainesville, 21 dicembre 1978) è stato un criminale statunitense.
Fu uno dei cospiratori che presero parte nella preparazione del progetto di fuga del 1962 dalla prigione di Alcatraz.

## Biografia
Condannato per furto d'auto nel 1955, Allen West scontò un periodo di detenzione prima al penitenziario di Atlanta e poi nel Florida State Prison. Dopo la scarcerazione, compì un dirottamento di un aereo; venne arrestato e condannato di nuovo al penitenziario di Atlanta, dove conobbe Frank Morris ed i fratelli Anglin. Già nel 1957 i quattro tentarono, invano, un piano di fuga. West fu il primo ad arrivare ad Alcatraz, nel 1957, succedendo al detenuto n. AZ1335, diventando così detenuto con il medesimo numero.

### Alcatraz
Dopo la fallita fuga da Atlanta del 1957, Morris progettò un nuovo piano di fuga da Alcatraz, con West e gli Anglins, nel settembre del 1961. West, però, fu l'unico cospiratore che non partecipò alla fuga vera e propria, a causa del fatto che accidentalmente, nella griglia del ventilatore della sua cella, fece un buco così largo che le guardie l'avrebbero facilmente potuto individuare; per questo, i suoi complici tentarono di ovviare al problema rimpicciolendo il buco con del cemento portato di nascosto, ma ne apportarono troppo ed il buco venne rimpicciolito così tanto che West non riuscì più a passare dalla fessura.
Stranamente, West attese fino alla notte della fuga per rimuovere in qualche modo il cemento in eccesso; diverse volte Morris venne in aiuto di West, passandogli lime ed altre attrezzature di ferro per poter allargare il buco, ma, preso dall'adrenalina, West s'adagiò, sconfortandosi. Alla fine, dopo vari tentativi, West riuscì a fatica a passare dal buco della sua cella, quando ormai i suoi compagni stavano attraversando la Baia di San Francisco. Non avendo l'attrezzatura necessaria per attraversare la baia a sua volta, il sogno di fuga di West svanì ed egli non ebbe altra alternativa per evadere; dal giorno successivo, West diede molte interviste all'FBI ed alle autorità penitenziarie, spiegando la loro strategia di fuga e sostenendo di esserne lui l'autore. West non fu penalizzato per questo tentativo di fuga.

### Dopo Alcatraz
West lasciò Alcatraz il 6 febbraio 1963 per essere trasferito ad Atlanta; il 7 gennaio 1965 fu trasferito in Georgia e poi in Florida. Rilasciato nel 1967, fu di nuovo arrestato un anno più tardi in Florida, a seguito di vari furti. Nel gennaio 1969, dopo alcune fughe, fu ancora arrestato e condannato all'ergastolo di nuovo nel Florida State Prison; qui, il 30 ottobre 1972, accoltellò fatalmente un compagno di carcere per dissidi razzisti. Nel dicembre 1978, venne mandato all'ospedale di Shands Teaching per dolori addominali e qui morì all'età di 49 anni, il 21 dicembre 1978, a causa di una peritonite.

## Nei media
Nel film Fuga da Alcatraz del 1979, Allen West fu interpretato da Larry Hankin. Il nome, nel film, fu cambiato in "Charley Butts" probabilmente per motivi di privacy, in quanto all'inizio delle riprese Allen West era ancora in vita. Nel doppiaggio italiano, gli venne attribuito il nome di Charley Puzo, nel tentativo di mantenere il buffo significato del cognome anche in italiano.